# Ashford (Alabama)
Ashford és una població dels Estats Units a l'estat d'Alabama. Segons el cens del 2007 tenia 2.019 habitants.

## Demografia
Segons el cens del 2000, Ashford tenia 1.853 habitants, 763 habitatges, i 527 famílies. La densitat de població era de 117,3 habitants/km².
Dels 763 habitatges en un 30,1% hi vivien nens de menys de 18 anys, en un 52,3% hi vivien parelles casades, en un 14% dones solteres, i en un 30,9% no eren unitats familiars. En el 29% dels habitatges hi vivien persones soles el 16,8% de les quals corresponia a persones de 65 anys o més que vivien soles. El nombre mitjà de persones vivint en cada habitatge era de 2,43 i el nombre mitjà de persones que vivien en cada família era de 2,99.
Per edats la població es repartia de la següent manera: un 25,1% tenia menys de 18 anys, un 7,1% entre 18 i 24, un 26,2% entre 25 i 44, un 24,2% de 45 a 60 i un 17,4% 65 anys o més.
L'edat mediana era de 39 anys. Per cada 100 dones hi havia 83,5 homes. Per cada 100 dones de 18 o més anys hi havia 76,8 homes.
La renda mediana per habitatge era de 29.444 $ i la renda mediana per família de 40.313 $. Els homes tenien una renda mediana de 30.167 $ mentre que les dones 22.286 $. La renda per capita de la població era de 15.135 $. Aproximadament l'11,3% de les famílies i el 16,9% de la població estaven per davall del llindar de pobresa.

## Poblacions més properes
El següent diagrama mostra les poblacions més properes.